# ديفيد هنت (لاعب كرة قدم بريطاني)
ديفيد هنت (بالإنجليزية: David Hunt)‏ (10 سبتمبر 1982 في المملكة المتحدة - ) هو لاعب كرة قدم بريطاني في مركز الوسط. لعب مع أكسفورد يونايتد وشروزبري تاون وكريستال بالاس ونادي بارنت ونادي برينتفورد ونادي كرولي تاون ونادي ليتون أورينت ونادي مارغيت ونادي نورثامبتون تاون وميدنهد يونايتد ‏.

## وصلات خارجية
- ديفيد هنت (لاعب كرة قدم بريطاني) على موقع قاعدة بيانات كرة القدم.إي يو (الإنجليزية)
- ديفيد هنت (لاعب كرة قدم بريطاني) على موقع Soccerbase.com (لاعب) (الإنجليزية)